# Демократска обнова Македоније
Демократска обнова Македоније (македонски: Демократска обнова на Македонија, скраћено ДОМ) је политичка партија либералне оријентације у Северној Македонији. ДОМ је промовисана 26. новембра 2005. године, а оснивачки скуп је имала у Скопљу 28. јануара 2006. године. Тада је за председника партије изабрана Лилјана Поповска, која је по свом повлачењу из Либерално демократске партије била главни иницијатор оснивања ДОМ-а.
Пре избора 2006. имала је 3 посланичка места Лилјана Поповска, Сашо Богданоски и Соња Лепиткова.
После избора 2006. је освојила 1 посланико место (Лилјана Поповска) што је поновила после избора 2008. избора 2011. и избора 2014.